# 이시진
리스전(이시진)(李時珍), 명나라 정덕 13년인1518년 7월 3일에 태어나서 명나라 만력 21년인 1593년에 향년  76의 나이로 세상을 떠난 명나라의 의사이다.

## 소개
이시진의 자는 동벽(東璧)이며 호는 빈호(瀕湖)로 호광(湖廣) 기주(蘄州) 사람이다. 이시진은 중국 역사에서 가장 유명한 의학자(전문은 본초학)이자 박물학자였다. 본초학을 집대성한 본초강목을 지었고 후대의 동양의학과 박물학에 지대한 영향을 주었다. 35세에 약물의 기준서(基準書)를 집대성하는 일에 착수하여 생전에 탈고하였지만, 간행된 것은 그가 죽은 후인 1596년이었다. 이것이 유명한 《본초강목(本草綱目)》(전52권)이며, 도판 2권에 1871종의 약품에 대하여 명칭의 유래와 형태·수치(修治)·약효·약리(藥理)를 해설하고 처방을 부록으로 달아놓았다. 그는 훗날 만력제 치세 지절에 명나라 후베이 황강 태수 직책을 지낸 전력이 있다. 재위하는 동안 온갖 향락을 다 누린 명 세종의 제일 큰 근심은 죽으면 이런 부귀향락을 더 이상 누릴 수 없다는 것이었다. 그래서 그는 늙어도 죽지 않는 불로장생 약을 구하려고 애썼으며, 전국 각지의 명의(名醫)들을 조정에 천거하게 했다. 그때 초왕부(楚王府)의 의원이었던 이시진(李時珍)도 천거를 받아 조정의 태의(太醫)가 되었다.

## 가족
할아버지와 아버지가 의사였다.
이시진의 부친 이름은 이언문으로 자는 나욱이며 호는 월지이다.

## 저서
- 본초강목

《본초강목》은 17세기부터 잇따라 아세아주 및 구라파주의 적잖은 나라에 전해져 관련 있는 의사와 과학자들의 중시를 받았으며 평가가 매우 높았다. 그 가운데 적잖은 부분이 이미 영어 · 프랑스어 · 독일어 · 라틴어 · 일본어 등 몇 가지 외국 문자로 번역되었다. 일본은 또한 일본어 완역본(完譯本)을 가지고 있다.
- 빈호맥학
- 기경팔맥고

침구학(鍼灸學)과 진단학(診斷學)에도 어느 정도 이바지하였다
- 《오장도론(五臟圖論)》
- 《명문고(命門考)》 등도

지었는데 이미 없어졌다.

## 관련 작품
홍콩 TVB 2005년작 "본초약왕 (本草藥王)" 임문룡, 엽선 주연 / 황위성 감독
북경지역방송 BTV 2010년작 사오핀 "본초의관 (本草醫官)" 장나라 주연

## 같이 보기
- 한약
- 중의학